# Landoltring

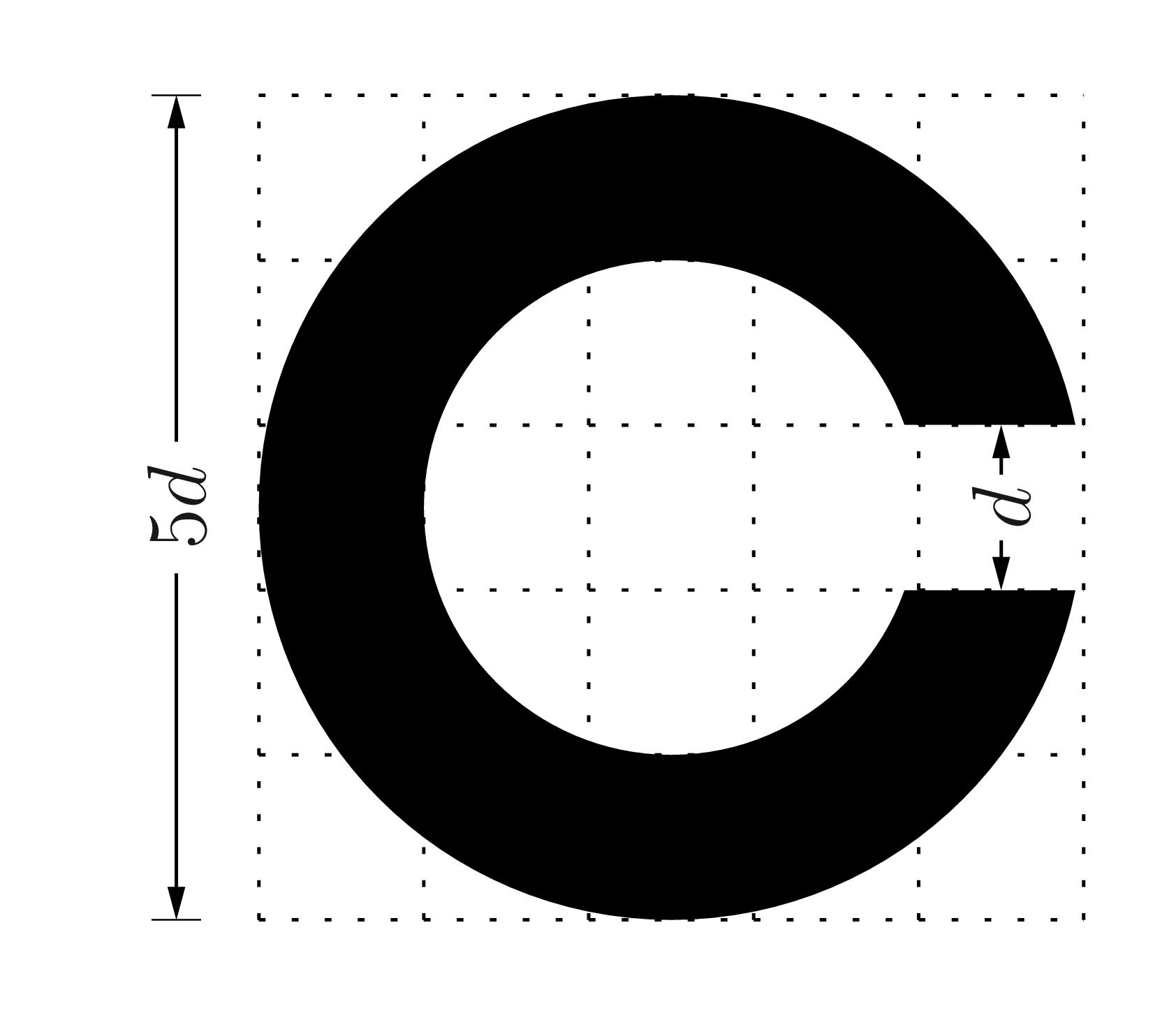
Abmessungen Landoltring

Der Landoltring, benannt nach dem Schweizer Augenarzt Edmund Landolt, ist ein Normsehzeichen für Sehtests, das in der Europäischen Norm EN ISO 8596 (wie auch in der früher gültigen DIN-Norm DIN 58220) für die Messung der Sehschärfe vorgeschrieben ist. Er ist auch für die Untersuchung von Kindern und Analphabeten geeignet.
Es handelt sich um einen Kreisring mit Öffnung, wobei Außen- und Innendurchmesser im Verhältnis 5:3 zueinander stehen. Die Öffnung beträgt 1/5 des Außendurchmessers des Rings. Der Kreis wird mit der Ringöffnung in acht Stellungen dargestellt, nämlich in gerader Richtung (Aussparung nach oben, unten, rechts oder links) und schräger Richtung (Aussparungen um je 45 Grad zu den vorgenannten versetzt). Beim Sehtest soll der Prüfling erkennen, wo sich die Öffnung befindet.
Die Landoltringe haben gegenüber den traditionell verwendeten Buchstaben den Vorteil, dass kognitives Erkennen und Ähnlichkeitsmuster nur eine untergeordnete Rolle spielen. Im Vergleich zu den nur vier verwendeten Ausrichtungen des Snellen-E ist die Wahrscheinlichkeit, die Position der Lücke des Landoltrings richtig zu erraten, mit 1/8, also 12,5 Prozent, verglichen mit 1/4, also 25 Prozent, lediglich halb so groß.
Wenn man einen Landoltring erkennen kann, dessen Aussparung einem Sehwinkel von nur einer Bogenminute (also z. B. 1,45 Millimetern aus 5 Metern Entfernung) entspricht, beträgt der Visus definitionsgemäß 1,0. Allgemeiner ist der Visus definiert als Kehrwert der Breite der Lücke.